# Stanisław Jerzy Kalinowski
Stanisław Jerzy Kalinowski (ur. 14 kwietnia 1888 we Lwowie, zm. 10 lipca 1954 w Lublinie) – społecznik, adwokat, sędzia Sądu Okręgowego, dziekan Rady Adwokackiej w Lublinie i członek Naczelnej Rady Adwokackiej, radny miasta Lublin, prezydent elekt miasta Lublin.

## Dzieciństwo
Urodził się 14 kwietnia 1888 r. we Lwowie jako pierwsze dziecko Stanisławy z Montemerlich (zm. 1904 r.) i Franciszka Kalinowskiego (1851-1921)  Ojciec był urzędnikiem asekuracyjnym w Krakowie i od 1887r. we Lwowie, gdzie później pracował na stanowisku kontraktowego kancelisty Archiwum Miejskiego. Prowadził też biuro heraldyczne, odziedziczone po swym teściu z pierwszego małżeństwa. Miał pięcioro rodzeństwa, czworo przyrodnich z pierwszego małżeństwa ojca, i rodzoną młodszą siostrę Lonię. Stanisław maturę zdał w C. K. V Gimnazjum we Lwowie w 1906. Jedyną w życiu podróż zagraniczną odbył wraz z klasa przedmaturalną do Rzymu podczas Świąt Wielkanocy w 1905r., a  następnie zwiedził Florencję, Bolonię i Wenecję.

## Studia
Po maturze rozpoczął studia prawnicze na Uniwersytecie im. Uniwersytecie we Lwowie.  Absolutorium otrzymał 29 września 1910 r. a egzamin kończący studia, równoznaczny z magisterskim zdał 24 października 1910 r. 26 września 1911 r. został mianowany aplikantem sędziowskim i po odbytych praktykach w sądach lwowskich I i II instancji złożył końcowy egzamin sędziowski 23 października 1913 r.

## Początki pracy zawodowej i I wojna światowa
6 stycznia 1914 otrzymał nominację na sędziego powiatowego w filii Sądu Stanisławowskiego w Buczaczu. 31 sierpnia 1914, tuż po wybuchu I wojny światowej, zapisał się we Lwowie do Miejskiej Straży Obywatelskiej.
1 października 1915 został służbowo oddelegowany do Lublina, nowo utworzonej stolicy guberni austriackiej.
Od 3 września 1917 urzędował jako sędzia śledczy, a od 7 stycznia 1918 jako sędzia w pełnym zakresie Królewskiego-Polskiego Sądu Okręgowego w Lublinie.

## II RP
W Polsce niepodległej kontynuował pracę jako sędzia i dorabiał jako nauczyciel historii w prywatnym żeńskim gimnazjum filologicznym Heleny Czarnieckiej. 9 lutego 1920r. został delegowany przez Ministra Sprawiedliwości na Prezesa Komisji Szacunkowej w Lublinie. 
Po przyłączeniu Górnego Śląska do Polski w 1921r., by uniknąć przymusowego przeniesienia na Śląsk,  wycofał się z sądownictwa 7 października, a 3 listopada 1921r. został wpisany na listę adwokatów. Od tej pory prowadził własną kancelarię, podejmował funkcje społeczne i angażował się w życie kulturalne w Lublinie (zobacz Funkcje społeczne).

## II wojna światowa
Aresztowany 9 listopada 1939r. wraz z innymi wybranymi przez Niemców mieszkańcami został osadzony na Zamku w Lublinie. Wypuszczony w lutym 1940r.  został 7 grudnia 1940r. ustanowiony zarządcą wznowionej przez Niemców Adwokackiej Izby Lubelskiej. Równocześnie objął obowiązki konspiracyjne dziekana Tajnej Rady Adwokackiej i zorganizował pomoc finansową dla rodzin adwokatów uwięzionych i pomordowanych przez Niemców.

## PR
Od 1945r. prowadził wykłady w Katedrze Postępowania Cywilnego KUL i zaangażował się w działalność Komitetu Odbudowy Katedry Lubelskiej. 18 listopada 1946 r. został jego prezesem.      
Kontynuował pracę zawodową i był dziekanem Okręgowej Rady Adwokackiej do odwołania przez władzę komunistyczną 13 marca 1948r.  Władze PRL pozbawiły go praw obywatelskich i prawa do wykonywania zawodu, zwolniły z Rady Adwokackiej, wyrzuciły z mieszkania i pozbawiły prawa do mieszkania w Lublinie.

## Poglądy polityczne
Był apolityczny, ale miał cywilną odwagę znaleźć się wśród inicjatorów i sygnatariuszy protestu przeciw "Berezie".

## Życie prywatne
Ożenił się z Marią Zawirską 4 września 1915 r. Mieli trzech synów:  Jerzy (Georg, Georges) (1916 w Lublinie - 12/10 2000 w Dijon) - deontyk (logik prawa) na KULu i od 1957 r. we Francji i Hiszpanii, Lech (1920 - 2004) - mediewista, historyk sztuki i Witold (1923-1988) - ekonomista, pracownik Ministerstwa Gospodarki Morskiej (lub Rybołówstwa), przez wiele lat przedstawiciel handlowy Polski w Dakarze.

## Funkcje społeczne
- od 1919 - Członek Towarzystwa Prawniczego w Lublinie.
- 1919 - 1939 - Członek zarządu, w 1939r. p/o prezesa Towarzystwa "Muzeum Lubelskie".
- 9 lutego 1920  - Prezes Komisji Szacunkowej wyceniającej straty wojenne w Lublinie[10].
- od 1921 - członek Związku Adwokatów Polskich[1].
- 1921-1924 - Przewodniczący Urzędu Rozejmowego ds. najmu w Lublinie[11].
- od 1926 - wybrany do władz okręgowych Rady Adwokackiej[1].
- 16 czerwca 1929 - Radny Miasta Lublin.
- 11 września 1929 - otrzymał najwięcej głosów w wyborach na prezydenta miasta Lublin, ale nie mając  poparcia piłsudczyków (BBWR) nie mógł objąć urzędu[1].
- od 1931 - wybrany do władz Naczelnej Rady Adwokackiej.
- 1936/7 i 1938/9 - Dziekan Lubelskiej Izby Adwokackiej.
- 1944 - współzałożyciel i pierwszy prezes (do 1948r.) Centralnego Komitetu Opieki Społecznej.
- 1945 - wiceprzewodniczący chrześcijańsko-społecznego Stronnictwa Pracy Karola Popiela.
- 1945-49 - Prezes Instytutu Lubelskiego w skład którego wchodziły: Towarzystwo "Muzeum Lubelskie", "Biblioteka im. H. Łopacińskiego" i "Lubelskie Towarzystwo Nauk".
- od 25 listopada 1944 - wybrany do Rady Naczelnej Towarzystwa Przyjaciół KUL[17].
- do 1950 - Prezes diecezjalnego Caritasu w Lublinie.
- 1946 - Prezes Komitetu Odbudowy Katedry Lubelskiej.

## Zasługi
- Lata 30, II Wojna i po wojnie -społecznie doradzał PCK w Lublinie.
- 1939 - uratował przed okupantem kolekcję złotych monet i był bezpośrednio odpowiedzialny za ukrycie "Bitwy pod Grunwaldem" i "Kazania Skargi" J. Matejki[18].
- 1939-45 - wielokrotnie, podczas okupacji, wstawiał się u Niemców w sprawach bliźnich, co w pisemnych zeznaniach dokumentują świadkowie[19].
- 1940-45 - po wyjściu z aresztu na Zamku w lutym 1940r., zaopiekował się wdowami kolegów prawników, którzy zostali straceni.

## Twórczość
- Genealogia rodziny Kalinowskich.

## Odznaczenia
- 1938 - Oznaka Honorowa Polskiego Czerwonego Krzyża.
- 1945 - Podziękowanie Rady Głównej Opiekuńczej[20].
- 29/6 1949 - Szambelan Papieski (mianowany przez Papieża Piusa XII).